# 8명의 여인들
《8명의 여인들》(프랑스어: 8 Femmes)은 프랑수아 오종이 감독과 각본을 맡은 2002년에 개봉한 프랑스의 블랙 코미디 뮤지컬 영화이다. 로베르 토마의 동명의 희곡을 원작으로 하며, 카트린 드뇌브, 이자벨 위페르, 에마뉘엘 베아르, 다니엘 다리유, 파니 아르당, 비르지니 르두아앵, 뤼디빈 사니에르, 피르맹 리샤르등 프랑스 여배우들의 세간의 이목을 끈 앙상블 캐스트가 특징이다. 주연 배우들은 2002년 베를린 국제 영화제에서 은곰상을 수상하였다.

## 줄거리
배경은 1950년대 어떤 도시의 교외에 있는 저택이다. 크리스마스를 앞두고 가족들이 집에 모이고, 모두들 준비로 분주한 그 때, 남자인 저택 주인 마르셀이 갑자기 시체로 발견된다. 등에 단검이 꽂힌 것으로 보아 자살은 아니다. 또한 당시 눈이 많이 내려 저택에 있었던 8명의 여인들은 서로를 의심하게 된다. 차례차례로 이들은 왜 자신이 범인이 아닌지, 또한 범인은 누구인지를 주장한다. 그렇게 주장이 이어지는 가운데 그들 사이에 드러나지 않은 갖가지 사실들이 차례차례 밝혀져 간다.

## 출연
- 카트린 드뇌브(Catherine Deneuve) : 가비(Gaby). 마미의 장녀로 마르셀의 아내.
- 이자벨 위페르(Isabelle Huppert) : 오귀스틴(Augustine). 마미의 차녀.
- 에마뉘엘 베아르(Emmanuelle Beart) : 루이즈(Louise). 무표정한 신참 가정부.
- 파니 아르당(Fanny Ardant) : 피에르트(Pierrette). 마르셀의 여동생.
- 비르지니 르두아앵(Virginie Ledoyen) : 쉬종(Suzon). 마르셀의 장녀.
- 다니엘 다리유(Danielle Darrieux) : 마미(Mamy). 마르셀의 장모.
- 뤼디빈 사니에르(Ludivine Sagnier) : 카트린(Catherine). 마르셀의 차녀.
- 피르맹 리샤르(Firmin Richard) : 샤넬(Chanel). 요리사
- 도미니크 라뮈르(Dominique Lamure) : 마르셀(Marcel).

## 한국판 성우진(KBS)
- 이광자 - 할머니(다니엘 다리유)
- 장유진 - 가비(카트린느 드뇌브)
- 성병숙 - 오귀스틴(이자벨 위페르)
- 강희선 - 피에레트(파니 아르당)
- 성선녀 - 샤넬 부인(피르맹 리샤르)
- 이용순 - 슈종(비르지니 르두아앵)
- 오길경 - 루이즈(에마뉘엘 베아르)
- 정현경 - 카트린(뤼디빈 사니에르)

## 같이 보기
- 크리스마스 영화 목록